# Zehnbuschgraben
Der Zehnbuschgraben ist ein Meliorationsgraben und Zufluss des Fredersdorfer Mühlenfließes in den Landkreisen Märkisch-Oderland und Oder-Spree in Brandenburg.

## Verlauf
Der Zehnbuschgraben beginnt auf der Gemeinde Fredersdorf-Vogelsdorf und fließt zunächst in südöstlicher Richtung in eine Niederungsfläche, die Rohrwiese. Von Nordosten führt ein weiterer Strang zu, der auf der Gemeinde Petershagen/Eggersdorf beginnt. Das Feuchtbiotop um die Rohrwiese wird von einem Ortsverein des NABU betreut. Anschließend unterquert er die Bundesautobahn 10 sowie die Bundesstraße 1 und erreicht die Schönebecker Heide. Der Zehnbuschgraben verläuft vorzugsweise in südwestlicher Richtung und passiert dabei den Wohnplatz Birkenheim der Gemeinde Schöneiche bei Berlin. Anschließend fließt er weiter in südwestlicher Richtung und entwässert im Bedarfsfall nordöstlich der Wohnbebauung von Schöneiche bei Berlin in das Fredersdorfer Mühlenfließ.